# Antropogenètica

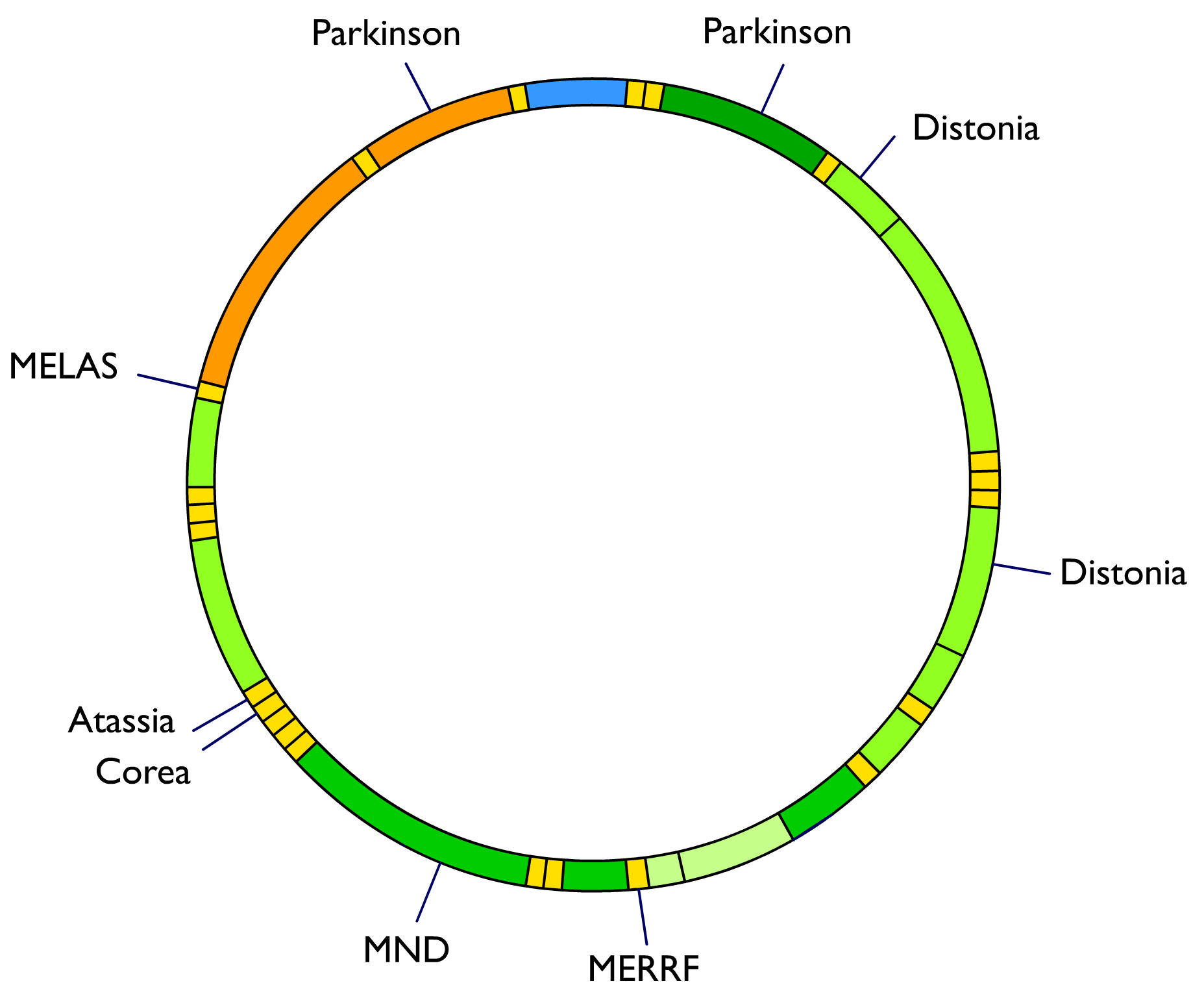
Implicació de l'ADN mitocondrial en diverses malalties humanes

Antropogenètica és la disciplina que estudia la variabilitat genètica dins l'espècie humana.
L'antropogenètica comprèn entre altres l'estudi de la genètica de les poblacions humanes, els estudis d'ADN antic, la genètica forense i l'epidemiologia genètica.